# João Caldas
João Caldas da Silva (Ibateguara, 24 de junho de 1960), é um advogado e político brasileiro. Atualmente filiado ao Democracia Cristã (DC), é também presidente nacional da legenda.
Exerceu diversos cargos públicos ao longo de sua trajetória política. Foi vereador de Ibateguara (1983–1989), prefeito do município (1989–1993), deputado estadual por Alagoas (1995–1999) e deputado federal por três mandatos (1999–2007), retornando posteriormente como suplente em três períodos durante a legislatura de 2011 a 2015.
Além disso, João Caldas presidiu a Associação dos Municípios Alagoanos (AMA) entre 1989 e 1993.
É pai de João Henrique Caldas (JHC), atual prefeito de Maceió, e esposo da senadora por Alagoas Eudócia Caldas, que assumiu o cargo em dezembro de 2024.
Atualmente, exerce o cargo de superintendente da Organização das Cooperativas Brasileiras em Alagoas (OCB-AL).

## Biografia
Formou-se em Direito pelo Centro de Estudos Superiores de Maceió (CESMAC) e possui formação técnica como Mestre Agrícola pela Escola Agrícola de Palmares (1974-1976) e como Agrotécnico pela Escola Agrotécnica Federal de Satuba (1977-1979). Iniciou, mas não concluiu, o curso de Engenharia Agronômica na Universidade Federal de Alagoas (UFAL) entre 1982 e 1983.

## Carreira política
Ingressou na política em 1982, sendo eleito vereador de Ibateguara pelo PMDB. Em 1988, foi eleito prefeito de Ibateguara, exercendo o mandato de 1989 a 1993.
Em 1994, elegeu-se deputado estadual por Alagoas.

### Deputado Federal
Nas eleições de 1998, foi eleito deputado federal por Alagoas, sendo reeleito em 2002. Durante seu período na Câmara dos Deputados, integrou comissões importantes e participou da criação de projetos relacionados à infraestrutura e ao desenvolvimento agrícola do estado.
Em 2010, candidatou-se novamente a deputado federal pelo PSDB, ficando como primeiro suplente da coligação. Assumiu o mandato em três ocasiões durante a legislatura de 2011 a 2015:
- 18 de junho a 7 de outubro de 2012
- 11 de dezembro de 2013 a 12 de abril de 2014
- 10 de julho a 9 de novembro de 2014

Em 2014, disputou uma vaga como deputado estadual, mas não foi eleito.